# Consell de Cornualla
El Consell de Cornualla (en anglès, Cornwall Council) és l'autoritat unitària de la Cornualla, al Regne Unit. El consell té una llarga tradició de grups independents, havent estat controlat per independents en els 70 i els 80, i proporciona una àmplia gamma de serveis a més de mig milió d'habitants.
Té un pressupost anual de més d'1 bilió de lliures i és el major generador d'ocupació a Cornualla, amb una plantilla de més de 22.000 persones. És responsable de les escoles, els serveis socials, recollida d'escombraries, carreteres, planificació i més.